# Aurelio Pesoa Ribera
Aurelio Pesoa Ribera OFM (ur. 10 października 1962 w Concepción) – boliwijski duchowny rzymskokatolicki, w latach 2014–2020 biskup pomocniczy La Paz, wikariusz apostolski El Beni od 2021.

## Życiorys
Święcenia kapłańskie przyjął 16 kwietnia 1989 w zakonie franciszkanów. Był m.in. wykładowcą boliwijskiego uniwersytetu katolickiego, opiekunem zakonników, którzy złożyli pierwsze śluby zakonne, a także definitorem i przełożonym boliwijskiej prowincji.
25 marca 2014 został mianowany biskupem pomocniczym archidiecezji Laz ze stolicą tytularną Leges. Sakry biskupiej udzielił mu 5 czerwca 2014 abp Edmundo Abastoflor Montero.
28 listopada 2020 papież Franciszek przeniósł go na urząd wikariusza apostolskiego El Beni. Ingres odbył 11 lutego 2021.